# Giuseppe Zwirner
Giuseppe Zwirner (Ospedaletto Euganeo, 1904 – Padova, 11 novembre 1979) è stato un matematico e antifascista italiano.

## Biografia
Immatricolatosi alla Facoltà di Scienze dell'Università di Padova nell'anno accademico 1922/23, si laureò in matematica nell'autunno del 1928 con Angelo Tonolo.
Vinta la cattedra di analisi matematica algebrica ed infinitesimale all'Università di Ferrara nel 1949, fu poi ordinario della stessa disciplina all'Università di Padova, dagli anni Cinquanta agli anni Settanta, dove tenne vari insegnamenti, fra cui quelli di Analisi Matematica per il primo biennio dei corsi di laurea in Ingegneria, Fisica e Matematica, nonché quelli di Istituzioni di Matematica presso vari altri corsi di laurea della Facoltà di Scienze.
La sua attività di ricerca riguardò principalmente le equazioni differenziali ordinarie e a derivate parziali.
Testimonianza del suo impegno didattico fu la stesura costante di apprezzati manuali, universitari e non, ben noti a livello nazionale, che raccolgono le sue lezioni e su cui si sono formate generazioni di studenti.
Era noto per la chiarezza e la passione con cui esponeva i concetti e i metodi della matematica. Nonostante lui stesso fosse autore di validi testi di matematica, basava i suoi corsi anche su quelli scritti da Giuseppe Scorza Dragoni, anch'egli docente di analisi matematica nella stessa Università (nonché figlio di Gaetano Scorza), con il quale si alternava, di anno in anno, nello svolgimento dei corsi di analisi matematica.
Fra i molti testi di matematica scritti da lui e, successivamente alla sua morte, da suoi collaboratori, i più famosi ed apprezzati sono quelli per il Liceo Scientifico, che brillano per precisione e chiarezza, come pure gli altri pensati per quasi tutte le tipologie di scuole, medie e superiori, esemplari per coincisione, completezza e rigore della trattazione.
Giuseppe Zwirner è anche ricordato come un esponente dell'antifascismo padovano, essendo stato membro del Partito d'Azione negli anni della resistenza: collaborò con il gruppo di antifascisti dell'università di Padova che faceva riferimento al rettore Concetto Marchesi.

## Alcuni testi universitari
- Istituzioni di matematiche, 2 voll., CEDAM, Padova, 1952-53 (con successive edizioni).
- Lezioni di analisi matematica, 2 voll., CEDAM, Padova, 1968-69 (con successive edizioni).
- Esercizi e complementi di analisi matematica, 2 voll., CEDAM, Padova, 1962-63 (con successive edizioni).
- Elementi di analisi matematica, 2 voll., CEDAM, Padova, 1972-73 (con successive edizioni).